# José Oscar Flores
José Oscar Flores Bringas (Buenos Aires, Argentina, 16 de mayo de 1971), apodado El Turu, es un exfutbolista y actual entrenador argentino. Campeón de América e intercontinental como jugador en 1994 con el Club Atlético Vélez Sarsfield, fue el técnico principal del mismo club durante el año 2014, cargo que asumió luego de la salida de Ricardo Gareca, con el que se había desempeñado como ayudante de campo en dicho club durante cinco años. Actualmente es segundo entrenador de la UD Las Palmas.

## Trayectoria
Comenzó su carrera profesional en Vélez Sarsfield en 1991 y allí fue uno de los grandes protagonistas de la etapa más exitosa de la institución gracias a su potencia y goles. Uno de ellos, el segundo ante Belgrano de Córdoba, aseguró prácticamente el Torneo Apertura 1995. Dicho gol es recordado como uno de los mejores de la década en el fútbol argentino.
Defendiendo la camiseta del "Fortín" disputó 181 partidos convirtiendo 9 tantos en torneos internacionales y 47 goles en campeonatos locales. Se consagró campeón de los Clausura 1993, Apertura 1995, Clausura 1996, Copa Libertadores 1994, Copa Intercontinental 1994 y Copa Interamericana 1996. A su vez, fue el máximo artillero del Torneo Clausura 1995 con 14 goles.
En 1996 fichó por la Unión Deportiva Las Palmas, club que por entonces jugaba en la 2.ª división española por unos 550 millones de pesetas (más de tres millones de euros), en lo que ha supuesto el mayor desembolso económico hecho por un club de esta categoría hasta la fecha. Dos años más tarde fue traspasado al Deportivo de La Coruña por 800 millones de pesetas (casi cinco millones de euros), con el que consiguió el título de Liga en la temporada 1999-2000.
Tras abandonar el Deportivo pasó unos años en otros equipos de la primera división española, regresando en 2004 a la Argentina para jugar en Independiente. Ya en el ocaso de su carrera actuó para Aldosivi de la Primera "B" Nacional y anunció su retiro.
Sin embargo en marzo del 2007, el F.C. Lyn Oslo de Noruega anunció su contratación junto con la de Matías Almeyda, otro futbolista argentino que había anunciado su despedida del fútbol, aunque finalmente ninguno los dos se desempeñó con el club noruego.

## Selección nacional
Fue internacional con Argentina en 2 ocasiones.

## Entrenador
Trabajó cinco años como ayudante de campo de Ricardo Gareca en la dirección técnica del Club Atlético Vélez Sarsfield. El 26 de diciembre de 2013, asumió como entrenador principal del club luego de la salida de Gareca. Tras el vencimiento de su contrato a fines de 2014, el mismo no fue renovado por la nueva dirigencia del club. Con el club logró la Supercopa Argentina 2013, su primer título en su carrera de director técnico.
El 20 de abril de 2015 se confirma que será el nuevo director técnico de Defensa y Justicia. El 10 de junio, de común acuerdo con la dirigencia, deja el cargo tras los malos resultados. Dirigió 5 partidos, teniendo como resultados 1 empate y 4 derrotas.
En noviembre de 2018 se incorporó al cuerpo técnico de la UD Las Palmas, como ayudante de Paco Herrera.
En septiembre de 2021 se convierte en el segundo de Pepe Mel al frente de la UD Las Palmas.

## Clubes

### Como jugador
| Club                   | País      | Año       |
| ---------------------- | --------- | --------- |
| Vélez Sarsfield        | Argentina | 1990-1996 |
| Las Palmas             | España    | 1996-1998 |
| Deportivo De La Coruña | España    | 1998-2001 |
| Real Valladolid        | España    | 2001-2002 |
| Mallorca               | España    | 2002-2003 |
| Ciudad de Murcia       | España    | 2003-2004 |
| Independiente          | Argentina | 2004-2005 |
| Aldosivi               | Argentina | 2005-2006 |
| Lyn Oslo               | Noruega   | 2007      |

### Como entrenador
| Club                      | País      | Año           |
| ------------------------- | --------- | ------------- |
| Defensa y Justicia        | Argentina | 2013          |
| Vélez Sarsfield           | Argentina | 2014          |
| Aldosivi                  | Argentina | 2015          |
| Independiente (Reserva)   | Argentina | 2016          |
| UD Las Palmas (Reserva)   | España    | 2016-2018     |
| Real Valladolid (Reserva) | España    | 2018-2020     |
| UD Las Palmas (segundo)   | España    | 2021-presente |

## Estadísticas
| Equipo                       | Div.             | Torneo           | Estadísticas | Estadísticas | Estadísticas | Estadísticas | Estadísticas | Estadísticas | Estadísticas | Estadísticas | Estadísticas | Estadísticas |
| Equipo                       | Div.             | Torneo           | PJ           | G            | E            | P            | GF           | GC           | DIF          | Puntos       | Efect        |              |
| ---------------------------- | ---------------- | ---------------- | ------------ | ------------ | ------------ | ------------ | ------------ | ------------ | ------------ | ------------ | ------------ | ------------ |
| Vélez Sarsfield Argentina    |                  |                  |              |              |              |              |              |              |              |              |              |              |
| 1.ª                          |                  |                  |              |              |              |              |              |              |              |              |              |              |
| Libertadores 2014            | 8                | 5                | 1            | 2            | 11           | 6            | +5           | 16           | 66.67%       |              |              |              |
| F 2014                       | 19               | 9                | 3            | 7            | 34           | 26           | +8           | 30           | 52.63%       |              |              |              |
| SC 2014                      | 1                | 1                | 0            | 0            | 1            | 0            | +1           | 3            | 100%         |              |              |              |
| CA 2013/14                   | 1                | 0                | 0            | 1            | 0            | 2            | –2           | 0            | 0%           |              |              |              |
| T 2014                       | 19               | 7                | 4            | 8            | 21           | 22           | –1           | 25           | 43.86%       |              |              |              |
| Total                        | Total            | 48               | 22           | 8            | 18           | 67           | 56           | +11          | 74           | 51.39%       |              |              |
| Defensa y Justicia Argentina |                  |                  |              |              |              |              |              |              |              |              |              |              |
| 1.ª                          |                  |                  |              |              |              |              |              |              |              |              |              |              |
| T 2015                       | 5                | 0                | 1            | 4            | 6            | 11           | –5           | 1            | 6.67%        |              |              |              |
| Total                        | Total            | 5                | 0            | 1            | 4            | 6            | 11           | –5           | 1            | 6.67%        |              |              |
| Total en equipos             | Total en equipos | Total en equipos | 53           | 22           | 9            | 22           | 73           | 67           | +6           | 75           | 47.17%       |              |

## Palmarés

### Como jugador

#### Títulos nacionales
| Título                     | Club                   | País      | Año    |
| -------------------------- | ---------------------- | --------- | ------ |
| Primera División           | Vélez Sarsfield        | Argentina | C-1993 |
| Primera División           | Vélez Sarsfield        | Argentina | A-1995 |
| Primera División           | Vélez Sarsfield        | Argentina | C-1996 |
| Primera División de España | Deportivo de La Coruña | España    | 2000   |
| Copa del Rey               | Real Mallorca          | España    | 2003   |

#### Títulos internacionales
| Título                | Club            | Sede         | Año  |
| --------------------- | --------------- | ------------ | ---- |
| Copa Libertadores     | Vélez Sarsfield | São Paulo    | 1994 |
| Copa Intercontinental | Vélez Sarsfield | Tokio        | 1994 |
| Copa Interamericana   | Vélez Sarsfield | Buenos Aires | 1996 |

### Como entrenador

#### Títulos nacionales
| Título              | Club            | País      | Año  |
| ------------------- | --------------- | --------- | ---- |
| Supercopa Argentina | Vélez Sarsfield | Argentina | 2013 |

## Distinciones individuales
| Distinción                                   | Año    |
| -------------------------------------------- | ------ |
| Goleador de Primera División (14 goles)      | C-1995 |
| Goleador de la Copa Interamericana (2 goles) | 1996   |